# Africophilus josi
Africophilus josi is een keversoort uit de familie waterroofkevers (Dytiscidae). De wetenschappelijke naam van de soort is voor het eerst geldig gepubliceerd in 1969 door Omer-Cooper.